# La Motte, Côtes-d'Armor
La Motte är en kommun i departementet Côtes-d'Armor i regionen Bretagne i nordvästra Frankrike. Kommunen ligger i kantonen Loudéac som tillhör arrondissementet Saint-Brieuc. År 2022 hade La Motte 2 159 invånare.

## Befolkningsutveckling
Antalet invånare i kommunen La Motte
Referens:INSEE